# Agylla divisa
Agylla divisa är en fjärilsart som beskrevs av Moore 1878. Agylla divisa ingår i släktet Agylla och familjen björnspinnare. Inga underarter finns listade i Catalogue of Life.

## Bildgalleri

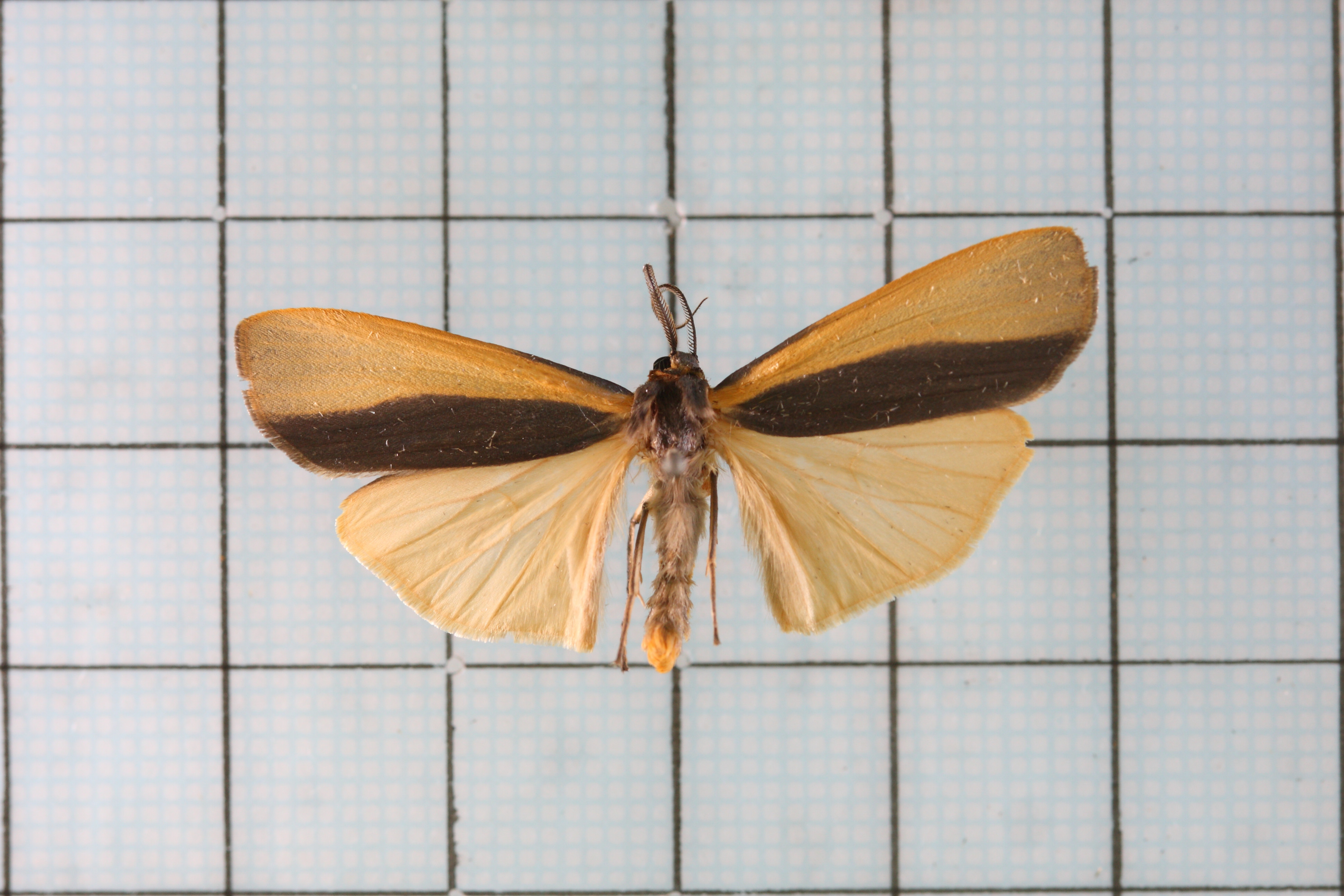